# Новолодський Олексій Борисович
Олексій Борисович Новолодський (30 березня 1930, с. Турка, Бурят-Монгольської АРСР — 2 липня 1994, Набережні Челни, Татарстан) — новатор в будівництві, монтажник. Герой Соціалістичної Праці.

## Біографія
Народився 30 березня 1930 року в селі Турка Прибайкальського району Бурят-Монгольської АРСР.
- У 1941-1950 рр. працював у колгоспі Бурятської АРСР Приморського краю. Нагороджений медаллю «За доблесну працю під час Великої Вітчизняної війни».
- В 1950-1953 рр. — служба в лавах Радянської Армії.
- В 1953-1955 роках працював шахтарем с. Трудове, Приморського краю, біля Владивостока.
- У 1955-1959 роках працював електрозварником, бригадиром слюсарів-монтажників в управлінні будівництва «Ангарагэсстрой», Іркутська ГЕС м. Іркутськ, нагороджений медаллю «За трудову відзнаку».
- 1959-1964 рр. — бригадир слюсарів-монтажників м. Мухтуя (перейменований в м. Ленськ, Якутська АРСР).
- 1964-1971 рр. — працював бригадиром комплексної бригади «Вілюйгесбуд», Вілюйська ГЕС, сел. Чернишевський і м. Мирний, Якутська АРСР. Присвоєно звання «Герой Соціалістичної Праці», з орденом Леніна і медаллю.
- У 1971-1972 роках працював бригадиром монтажників на будівництві житлових будинків міста Набережні Челни.
- З 1972 року — в Управлінні будівництва «Металлургстрой» ЗА «Камгэсэнергострой» на будівництві Ливарного заводу, нагороджений орденом Леніна.
- 1977-1988 рр. — в Управлінні будівництва «Нерюнгригэсстрой» (бригадир комплексної бригади).
- У 1988-1994 роках — ПО «Камгэсэнергострой», майстер виробничого навчання.

Бригаду Героя Соціалістичної Праці Новолодського не раз направляли на «гарячі» об'єкти, штурмові дні і справи.
Член КПРС. Депутат Ради Національностей Верховної Ради СРСР X—XI скликань (1979-1989) від Якутської АРСР.
Помер в Набережних Челнах 2 липня 1994 року.
У своєму житті Новолодский А. Б. багато працював з Батенчуком Є.Н.  Після смерті могили двох легендарних людей знаходяться поруч у м. Набережні Челни.

## Нагороди та звання
- Герой Соціалістичної Праці (1971)
- Нагороджений двома орденами Леніна, медалями, в тому числі бронзової ВДНГ СРСР
- Заслужений будівельник Татарської АРСР (1973)
- Почесний громадянин Нерюнгринського району (1982)[4]
- Медаль «За доблесну працю у Великій Вітчизняній війні 1941—1945 рр.»
- Медаль «За трудову відзнаку»

## Пам'ять
Новолодський — один з героїв фільму «Одинадцята п'ятирічка: час і люди» (Москва, 1986. Режисер А. Павлов, оператор В. Маєв).